# Dhondtiscus sphericus
Dhondtiscus sphericus är en mossdjursart som beskrevs av Gordon 1989. Dhondtiscus sphericus ingår i släktet Dhondtiscus och familjen Dhondtiscidae. Inga underarter finns listade i Catalogue of Life.